# Deuterotypus aethiopicus
Deuterotypus aethiopicus là một loài tò vò trong họ Ichneumonidae.